# آبه ماسایوشی
آبه ماسایوشی (به ژاپنی: 阿部 正由 Abe Masayoshi); ۱۹ دسامبر ۱۷۶۹ – ۲۸ نوامبر ۱۸۰۸) سامورایی و کیوتو شوشیدای اهل ژاپن بود.: ۴۰۱–۴۰۰ 